# Biserica Romano-Catolică din Ungaria

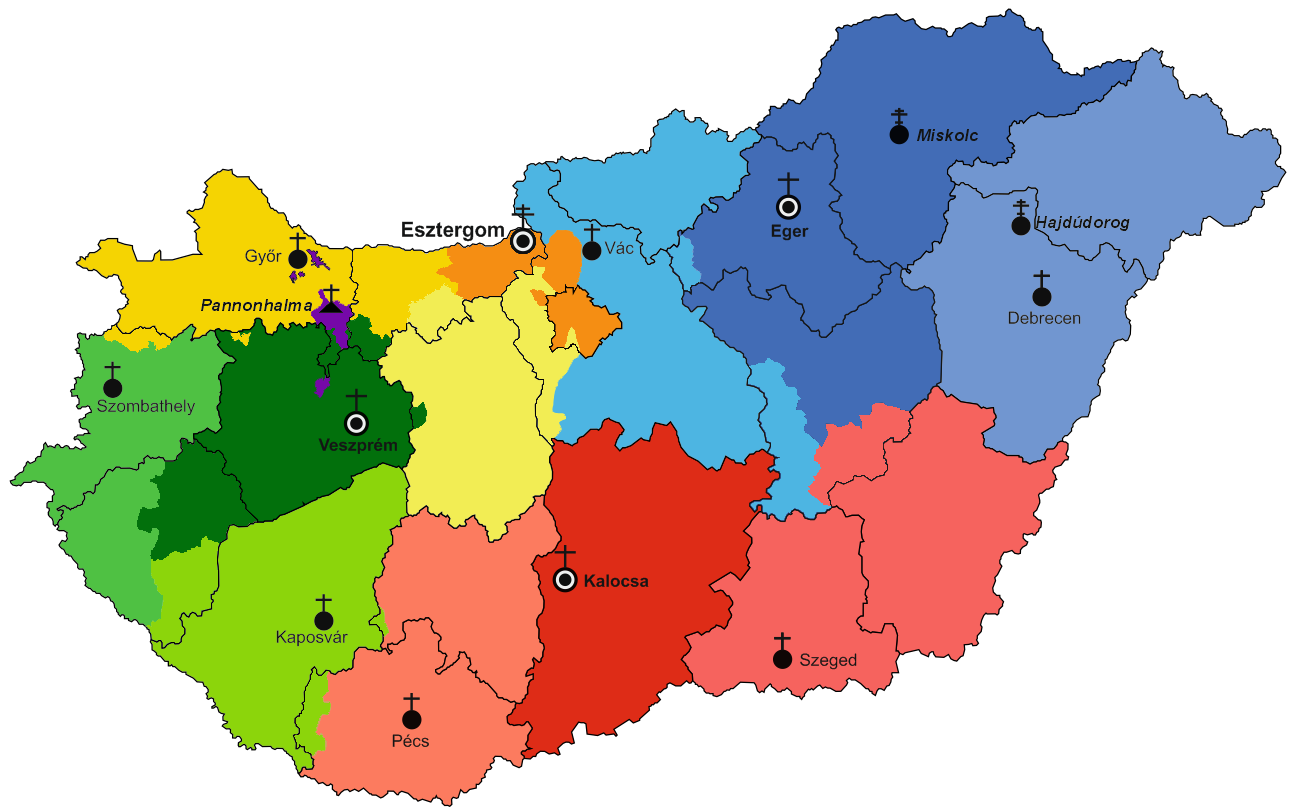
Harta administrativă a Bisericii.

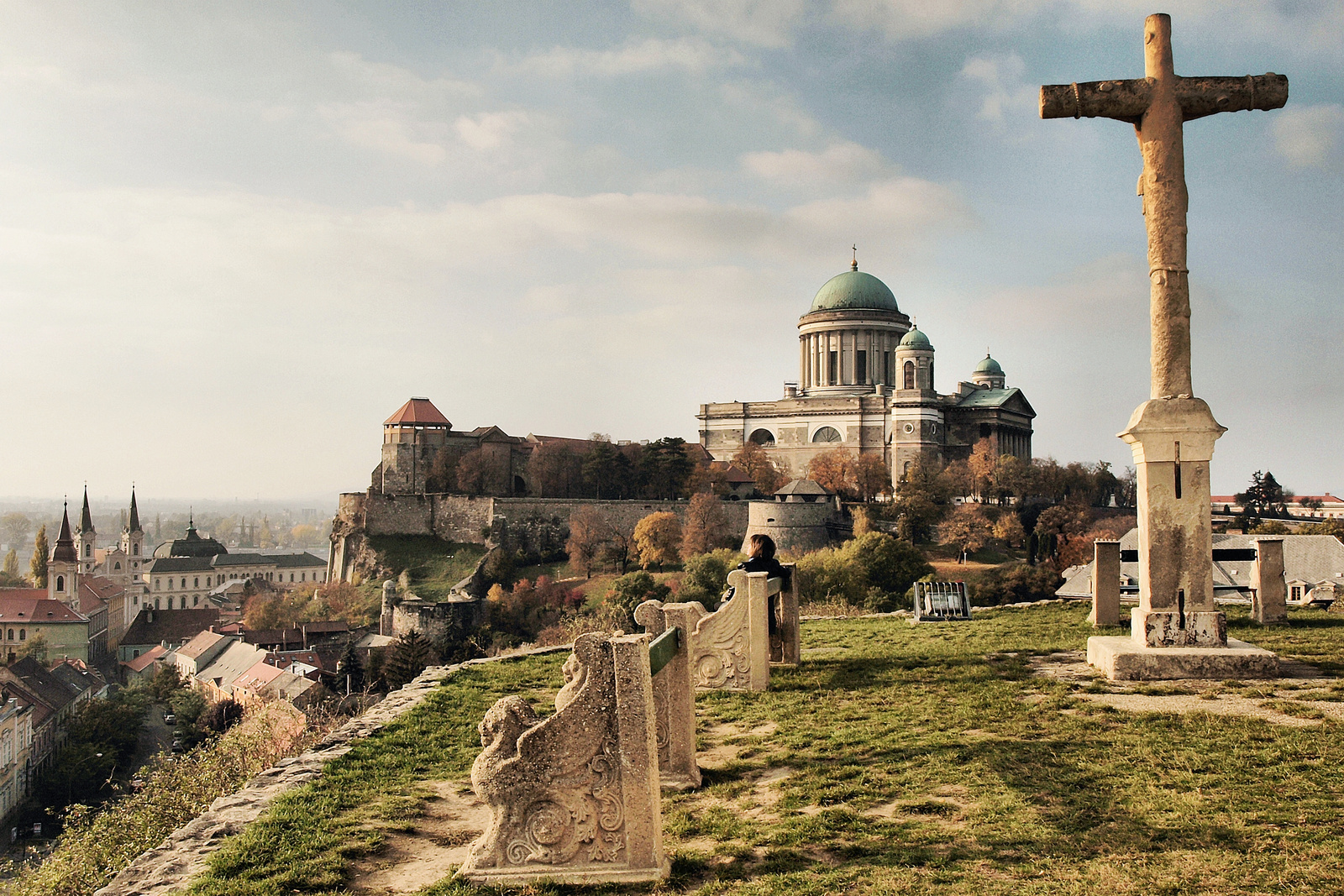
Esztergom, centrul catolicismului maghiar.

Biserica Romano-Catolică din Ungaria (în limba maghiară Magyar Katolikus Egyház) este partea Bisericii Romano-Catolice prezente în Ungaria. Conform recensământului din 2011 un număr de 3,691,389  de cetățeni maghiari și-au declarat apartenența la Biserica Romano-Catolică. Credincioșii romano-catolici au astfel o pondere de 39% - 40% din populația Ungariei reprezentând cea mai mare confesiune din această țară. Liderul Bisericii din Ungaria este arhiepiscopul de Esztergom, actualul arhiepiscop fiind Péter Erdő.
Biserica Romano-Catolică din Ungaria are o vechime de o mie de ani și este divizată în douăsprezece episcopii, dintre care 4 sunt arhiepiscopii. De asemenea mai există și un teritoriu abațial la Pannonhalma, aflat pe teritoriul Diecezei de Győr, dar independent. Mai există și Ordinariatul Militar al Ungariei pentru soldații romano-catolici condus de un episcop militar, aflat sub directa jurisdicție a Sfântului Scaun.

### Organizare administrativă
- Arhidieceza de Esztergom-Budapesta
  - Dieceza de Győr
  - Dieceza de Székesfehérvár
- Arhidieceza de Kalocsa-Kecskemét
  - Dieceza de Pécs
  - Dieceza de Seghedin-Cenad
- Arhidieceza de Eger
  - Dieceza de Vác
  - Dieceza de Debrețin–Nyíregyháza
- Arhidieceza de Veszprém
  - Dieceza de Szombathely
  - Dieceza de Kaposvár